# ESPY Awards
Gli ESPY Awards (acronimo di Excellence in Sports Performance Yearly) sono un premio statunitense conferito dalla ESPN ai migliori atleti e le migliori prestazioni sportive.

## Storia
La prima edizione degli ESPY venne tenuta a New York nel 1993. Da quell'anno fino al 2004 le valutazioni erano stabilite del pubblico statunitense. In seguito si decise di assegnare i premi in base al voto una giuria composta da personaggi del mondo dello sport e membri della ESPY. Dal 2004 fino al 2006 le premiazioni avvenivano a Las Vegas. In seguito si decise di tenerle a Los Angeles.